# Vaccinium myrsinoides
Vaccinium myrsinoides är en ljungväxtart som beskrevs av Schlechter. Vaccinium myrsinoides ingår i Blåbärssläktet, och familjen ljungväxter. Inga underarter finns listade i Catalogue of Life.